# Ira Longini
Ira M. Longini (né le 2 octobre 1948) est un biostatisticien américain et épidémiologiste des maladies infectieuses.

## Enfance et éducation
Longini est né à Cincinnati, Ohio. Il a obtenu son doctorat en biométrie et biomathématique à l'université du Minnesota en 1977.

## Carrière
Longini a commencé sa carrière au Centre international de recherche et de formation médicales et à l'Université del Valle de Cali, en Colombie, où il a travaillé sur les problèmes de maladies infectieuses tropicales et a donné des cours de biomathématique. Il a ensuite été professeur de biostatistique à l'université du Michigan, à l'université Emory et à l'université de Washington. En 2014, il est professeur de biostatistique à l'université de Floride et codirecteur du Center for Statistical and Quantitative Infectious Diseases (CSQUID), l'Emerging Pathogens Institute, à l'université de Floride.

### Recherche
Longini étudie les processus stochastiques appliqués aux problèmes épidémiologiques. Il s'est spécialisé dans la théorie mathématique et statistique des épidémies, ce qui implique la construction et l'analyse de modèles mathématiques de transmission de maladies, de progression de la maladie et l'analyse de données sur les maladies infectieuses à partir de ces modèles. Il conçoit et analyse des essais de prévention de vaccins et de maladies infectieuses et des études observationnelles. Il a travaillé sur l'analyse des épidémies de grippe, VIH, tuberculose, choléra, dengue, paludisme, rhinovirus, rotavirus, rougeole et autres agents infectieux.
Longini collabore également avec le ministère de la Santé et des Services sociaux, l'Organisation mondiale de la santé, le CDC et d'autres organisations de santé publique sur des modèles mathématiques et statistiques pour le contrôle d'une éventuelle attaque bioterroriste avec un agent infectieux tel que la variole et d'autres infections naturelles. menaces de maladies telles que la grippe pandémique ou un autre agent infectieux semblable au SRAS.
Longini développe des méthodes statistiques mathématiques pour estimer la transmission et l'histoire naturelle des maladies infectieuses. Ces méthodes sont ensuite utilisées pour créer des modèles mathématiques qui prédisent la transmission des maladies infectieuses et indiquent les méthodes de contrôle avec des vaccins et d'autres mesures. Son travail sur le VIH a aidé à développer une compréhension de la pathogenèse et de la progression du VIH, y compris comment le VIH est transmis à différents taux à différents stades. Ces travaux ont contribué à la conception de traitements anti VIH et à l'analyse de leur efficacité. Longini a étudié de manière approfondie la transmission et la grippe pandémique et interpandémique et son contrôle avec des agents antiviraux et des vaccins.
Longini a étudié comment les maladies infectieuses telles que la grippe, le choléra, la typhoïde et la dengue pouvaient être contrôlées avec des vaccins. Il a conçu, analysé et interprété des études vaccinales pour bon nombre de ces maladies infectieuses, en tenant compte de la protection indirecte que les personnes non vaccinées reçoivent dans une population de personnes vaccinées. Son travail a permis de démontrer comment la vaccination de masse des écoliers contribue à protéger l'ensemble de la communauté contre la grippe. Cette stratégie est mise en œuvre dans le monde entier et pourrait éventuellement mener à la lutte contre la grippe pandémique et interpandémique.
Ses travaux à propos du risque pandémique lié au trafic aérien, initialement à propos d'Ebola sont utilisés dans le cadre de la pandémie de COVID-19.

## Prix et distinctions
Le Dr Longini a remporté un certain nombre de prix d'excellence en recherche, dont le prix Howard M. Temin en épidémiologie pour « l'excellence scientifique dans la lutte contre le VIH / sida », deux CDC Statistical Science Awards pour les "meilleurs articles théoriques et appliqués" », Et le CDC James H. Nakano Citation « pour une publication scientifique exceptionnelle ». Il est membre de la Société américaine de statistique et membre de l'Association américaine pour l'avancement des sciences.

## Publications
Le Dr Longini est l'auteur ou le coauteur de plus de 152 articles scientifiques et d'un livre.
- Longini, IM, Ackerman, E. et Elveback, LR: An optimization model for influenza A epidemics. Mathematical Biosciences 38, 141-157 (1978).
- Longini, IM et Koopman, JS: Household and community transmission parameters from final distributions of infections in households. Biometrics 38, 115-126 (1982).
- Longini, IM, Koopman, J., Monto, AS et Fox, JP: Estimating household and community transmission parameters for influenza. American Journal of Epidemiology 115, 736-751 (1982).
- Rvachev, LA et Longini, IM: A mathematical model for the global spread of influenza. Mathematical Biosciences, 75: 3 22 (1985)
- Horsburgh, CR, Ou, CH, Jason, J., Holmberg, SD, Longini, IM, et al.: Duration of human immunodeficiency virus infection before detection of antibody. Lancet II, 637-640 (1989).
- Longini, IM, Clark, WS, Byers, RH, Lemp, GF, Ward, JW, Darrow, WW et Hethcote, HW: Statistical analysis of the stages of HIV infection using a Markov model. Statistics in Medicine 8, 831 843 (1989).
- Longini, IM: Modeling the decline of CD+4 T-lymphocyte counts in HIV-infected individuals. Letter to the Editor. Journal of Acquired Immune Deficiency Syndromes 9, 930-931 (1990).
- Jacquez, JA, Koopman, JS, Simon, CP et Longini, IM: The role of primary infection in the epidemics of HIV infection in gay cohorts. Journal of Acquired Immune Deficiency Syndromes 7, 1169-1184 (1994).
- Longini, IM et Halloran, ME : AIDS: Modeling epidemic control. Science 267, 1250-1251 (1995).
- Longini, IM et Halloran, ME A frailty mixture model for estimating vaccine efficacy. Applied Statistics 45, 165-173 (1996).
- Longini, IM, Yunus, M., Zaman, K., Siddique, AK, Sack, RB et Nizam, A.: Epidemic and endemic cholera trends over thirty-three years in Bangladesh. Journal of Infectious Diseases 186, 246-251 (2002).
- Longini, IM, Halloran, ME Nizam A. et Yang, Y.: Containing pandemic influenza with antiviral agents. American Journal of Epidemiology 159, 623-633 (2004). PMID 15033640
- Longini, IM, Nizam, A., Xu, S., Ungchusak, K., Hanshaoworakul, W., Cummings, D., Halloran, ME : Containing pandemic influenza at the source. Science 309, 1083–1087 (2005). PMID 16079251
- Longini, IM et Halloran, ME : Preparing for the worst-case scenario: RE: Containing pandemic influenza at the source, Science 310, 1117-1118 (2005). PMID 16079251
- Halloran, ME et Longini, IM: Community studies for vaccinating school children against influenza. Science 311, 615-616 (2006). PMID 16456066
- Germann, TC, Kadau, K., Longini IM et Macken CA: Mitigation strategies for pandemic influenza in the United States. Proceedings of the National Academy of Sciences 103, 5935-5940 (2006). PMID 16585506
- Longini, IM, Nizam, A., Ali, M., Yunus, M., Shenvi, N. et Clemens, JD: Controlling endemic cholera with oral vaccines. Public Library of Science (PloS), Medicine 4 (11) 2007: e336 DOI 10.1371/journal.pmed.0040336. PMC 2082648
- Halloran, ME, Ferguson, NM, Eubank, S., Longini, IM, et al. : Modeling targeted layered containment of an influenza pandemic in the United States. Proceedings of the National Academy of Sciences 105, 4639-4644 (2008). PMID 2290797
- Halloran, ME, Longini, IM et Struchiner, CJ: The Design and Analysis of Vaccine Studies. Springer, New York, 387 p. (2009).
- Yang, Y., Sugimoto, JD, Halloran, ME, Basta, NE, Chao, DL, Matrajt, L, Potter, G, Kenah, E, Longini, IM: The transmissibility and control of pandemic influenza A (H1N1) virus. Science 326, 729-33 (2009). PMC 2880578
- Chao, DL, Halloran, ME, Longini, IM: Vaccination strategies for epidemic cholera in Haiti with implications for the developing world. Proceedings of the National Academy of Sciences 108, 7081-85 (2011). PMC 3084143
- Chao, DL, Halstead, SB, Halloran, ME, Longini, IM: Controlling dengue with vaccines in Thailand. PLoS Negl Trop Dis 6 (10): e1876. DOI 10.1371/journal.pntd.0001876 (2012). PMC 3493390